# داء الفطريات الشعرية الإبطي
داء الفِطريّات الشّعريّة الإبطيّ (باللاتينية: Trichomycosis axillaris) مستعمرات بكتيرية سطحية تتكون على ساق الشعر وبالخصوص شعر الإبط وشعر العانة. وهو أحد الأمراض السطحية على البدن التي تسببها كما يعتقد عدوى بكتيرية من جنس (وتدية).